# 平谷悦郎
 平谷 悦郎（ひらたに えつお、1979年1月16日 - ）は、日本の脚本家。

## 略歴・人物
福岡県行橋市出身。京都科学技術専門学校を経て映画美学校脚本コース第一期高等科修了。2012年、平松伸二原作のオリジナルビデオ作品で脚本家デビュー。2013年、内田英治と脚本を共作した『グレイトフルデッド』で劇場映画デビュー。ライターとしても活動し、独特のフェティズムを生かした筆致に定評がある。

## 作品
特筆がない限り脚本家として参加。

### オリジナルビデオ
- ブラック・エンジェルズ2 ~黒き覚醒篇~（2012年3月、小美野昌史監督、ジェネオン・ユニバーサル）[3]
- ブラック・エンジェルズ3 ~黒き死闘篇~（2012年3月、小美野昌史監督、ジェネオン・ユニバーサル）
- 午前零時の恐怖劇場 絶叫篇（2014年、曽根剛、佐々木友紀監督、LILYFILM／プライムウェーブ）[4]オムニバス作品。
- 聖獣警察2 警視庁性犯罪特捜10課（2015年、柴田愛之助監督、プライムウェーブ）[5]
- 深夜カフェ（2016年、佐々木友紀監督、CURIOUSCOPE）オムニバス作品。

### 映画
- メタルカ METALCA（2014年5月17日、内田英治監督、アニモプロデュース）
- グレイトフルデッド（2014年11月1日、内田英治監督、アークエンタテインメント）
- 家族ごっこ（2015年8月1日、内田英治、木下半太監督）オムニバス作品。『高橋マニア』脚本。
- TANIZAKI TRIBUTE 富美子の足（2018年2月10日、ウエダアツシ監督、TBSサービス）[6]
- カマキリの夜（2018年8月25日、中川究矢監督）
- ゴーストマスク 傷（2019年9月20日、曽根剛監督）
- 劇場版 忍者じゃじゃ丸くん（2020年8月28日、柴田愛之助監督）
- あ・く・あ〜ふたりだけの部屋〜（2021年5月29日、中川究矢監督）企画兼任。
- うみべの女の子（2021年8月20日、ウエダアツシ監督、スタイルジャム）[7]
- 二人小町（2021年10月22日、曽根剛監督）[8][9]
- ナマズのいた夏（2025年2月8日、中川究矢監督）[10]

### テレビドラマ
- 新しい王様（2019年、TBS/Paravi）劇中ドラマ脚本

### ラジオドラマ
- 青春浪費戦騎ジューダイン（2015年、FM西東京）